# Keyser Söze
Keyser Söze este un personaj fictiv din filmul The Usual Suspects (Suspecți de serviciu, 1995). Söze este un faimos cap al lumii interlope, având un statut aproape mitic, atât în rândul răufăcătorilor, cât și al forțelor de ordine. Numele său este folosit uneori pentru a desemna persoane influente și misterioase, de care toată lumea a auzit, dar pe care nimeni nu le-a întâlnit.  Arhivat în 18 mai 2008, la Wayback Machine.  [nefuncțională – arhivă]

Caracterul este inspirat din povestea reală a criminalului John List, care și-a omorât mama, soția, cei trei copii, după care a dispărut timp de 18 ani . În film a fost interpretat de actorul Scott B. Morgan.

## Biografie
Se presupune că era turc, unii adăugând că tatăl său ar fi fost german. Nimeni nu l-a văzut sau a cunoscut pe cineva care lucra direct pentru el. Mulți nu credeau chiar în existența lui. Puterea lui chiar în asta consta, că nimeni nu știa nimic sigur.
Conform unei istorisiri, la începuturile sale, în Turcia, un grup format din 3 unguri a încercat să-l forțeze să le predea afacerile lui. Au sosit la el acasă, i-au violat soția, au luat ostateci pe cei trei copii și apoi l-au așteptat. La sosirea lui, omoară pe unul din copii, pentru a-i demonstra lui Söze că sunt foarte hotărâți. Söze i-a privit și le-a arătat ce înseamnă cu adevărat voință. Împușcă pe doi dintre ei, apoi își ucide soția și ceilalți doi copii. Îl lasă pe ultimul ungur să plece, spunându-i că preferă să-și vadă familia moartă decât să mai trăiască după asta. Își îngroapă familia, apoi se duce după restul bandei. Le omoară copiii, soțiile, părinții și prietenii părinților lor. Le arde casele și locurile unde lucrau. Îi ucide și pe cei care le datorau bani. Apoi, brusc, dispare. Nimeni nu mai știe nimic despre el de atunci. Ajunge un mit, o poveste fantastică cu care răufăcătorii își sperie copiii: „Dacă îl trădezi pe tata, Keyser Söze te va prinde” (engl. Rat on your pop and Keyser Soze will get you). 

## În cultura populară
În Berlin există un restaurant cu numele lui.  Arhivat în 19 decembrie 2008, la Wayback Machine.
În Franța, o firmă comercializează diverse produse marca „Keyser Söze”. 
Formația Scooter are o melodie intitulată „Keyser Söze”, pe albumul „Back To The Heavyweight Jam” (1999) [nefuncțională]
, iar în Olanda există o formație de heavy metal numită „Keyser Söze” .